# Ochropleura ellapsa
Ochropleura ellapsa är en fjärilsart som beskrevs av Arnold Corti 1927. Ochropleura ellapsa ingår i släktet Ochropleura och familjen nattflyn. Inga underarter finns listade i Catalogue of Life.